# Ivan Hočevar (policist)
Ivan Hočevar, slovenski policist, obramboslovec, veteran vojne za Slovenijo in poslovnež, * 21. december 1953, Krmelj.
Med letoma 1999 in 2005 je bil direktor kranjske občinske uprave, od decembra 2005 pa je direktor javnega podjetja Komunala Kranj.

## Odlikovanja in nagrade
Leta 1992 je prejel častni znak svobode Republike Slovenije z naslednjo utemeljitvijo: »za izjemne zasluge pri obrambi svobode in uveljavljanju suverenosti Republike Slovenije«.